# 劳动关系
劳动关系或劳动研究是一个研究领域，其含义因语境不同而有所变化。
在国际语境中，它是劳动史的一个分支，研究人与“劳动”这一广义概念相关的社会关系，并探讨这种关系如何与社会不平等的问题相联系。这个领域明确涵盖了非规范的、历史性的以及非西方形式的劳动。在这一语境下，“劳动关系”被定义为“为谁或与谁工作，以及在什么规则下工作。这些规则（无论是明示还是暗示，书面的还是口头的）决定了工作的类型、报酬的种类和数额、工作时间、身体和心理上的劳动强度，以及与工作相关的自由度和自主性。”更具体地说，在北美和现代背景中，“劳动关系”主要指管理工会化雇佣关系的研究与实践。在学术界，劳动关系常常被视为产业关系中的一个子领域，尽管经济学、社会学、历史、法律和政治学等多个学科的学者也研究工会与劳工运动。在实际操作中，劳动关系往往是人力资源管理的一个分支。劳动关系课程通常涵盖劳动史、劳动法、工会组织、谈判、合同管理以及当前重要议题。
在美国，大多数私营部门的劳动关系由《1935年全国劳动关系法》所规范。铁路和航空业的劳动关系则由《铁路劳动法》规范。公共部门的劳动关系由《1978年公务员改革法》及各州立法进行规范。在其他国家，劳动关系可能受法律或传统所规制。在美国，一个重要的劳动关系研究者和从业人员的专业协会是劳动和雇佣关系协会。